# Убийство в Вегасе
«Убийство в Вегасе» (англ. Magic Man) — криминальный триллер производства американской киностудии «Hollywood Storm». Мировая премьера состоялась 4 октября 2009 года, премьера в России — 3 июня 2010 года.

## Сюжет
Три подружки приезжают в Лас-Вегас на шоу знаменитого фокусника-иллюзиониста Дариуса (Билли Зэйн). Однако внезапно после представления в кабинках двух лифтов находят распиленное пополам тело одной из них. Затем погибает вторая подружка. К расследованию преступления приступает американский детектив русского происхождения Юрий Орлов (Александр Невский). Вместе с единственной выжившей из трёх подружек ему предстоит вычислить и поймать убийцу.

## В ролях
| Актёр             | Роль                        |
| ----------------- | --------------------------- |
| Александр Невский | детектив Юрий Орлов         |
| Билли Зэйн        | фокусник-иллюзионист Дариус |
| Роберт Дави       | Симпсон                     |
| Бай Лин           | Саманта                     |
| Эстелль Раскин    | Татьяна                     |
| Кристина Видал    | Елена                       |
| Арманд Ассанте    | Тэйпер                      |
| Эндрю Дивофф      | Рудольф Трэдвелл            |
| Сара Джен Дженсен | Вера                        |
| Ричард Тайсон     | детектив Роджерс            |

## Отзывы
Мировая премьера фильма «Убийства в Вегасе» состоялась 4 октября 2009 года (в России фильм вышел 3 июня 2010 года.
В фильме отмечались предсказуемость сюжета, низкий уровень зрелищности, слабая актёрская игра и плохая режиссёрская работа.